# ジャック・デービス
ジャック・デービス (Jack Wells Davis、1930年9月11日 - 2012年7月21日)は、アメリカ合衆国の陸上競技選手。110mハードルの選手として活躍。1952年ヘルシンキオリンピック、1956年メルボルンオリンピックの銀メダリストである。

## 経歴
デービスは1950年代を代表するハードラーの一人である。1952年ヘルシンキオリンピックでは、同じアメリカのハリソン・ディラードと13.7秒の同タイムの結果敗れ銀メダルに終わる。
4年後の1956年、6月に13.4秒の世界新記録を樹立。同年のメルボルンオリンピックでは、4年前と同じくアメリカ勢の争いとなり、リー・カルホーンとともに13.5秒と、同タイムの結果であったが、100分の3秒差でカルホーンが先着。2大会連続惜しくも銀メダルという結果に終わった。
2012年7月21日、カリフォルニア州サンディエゴの病院で死去。81歳没。

## 主な実績
| 年   | 大会                   | 場所                       | 種目         | 結果 | 記録    |
| ---- | ---------------------- | -------------------------- | ------------ | ---- | ------- |
| 1952 | オリンピック           | ヘルシンキ(フィンランド)   | 110mハードル | 2位  | 13.7秒  |
| 1955 | パンアメリカン競技大会 | メキシコシティ(メキシコ)   | 110mハードル | 1位  | 14.44秒 |
| 1956 | オリンピック           | メルボルン(オーストラリア) | 110mハードル | 2位  | 13.5秒  |